# روهوزنا (ناحیه سویتاوی)
روهوزنا (به چکی: Rohozná) یک منطقهٔ مسکونی در جمهوری چک است که در ناحیه سویتاوی واقع شده‌است. روهوزنا ۱۱٫۷۷ کیلومتر مربع مساحت و ۶۳۷ نفر جمعیت دارد و ۵۷۵ متر بالاتر از سطح دریا واقع شده‌است.